# Luddisme
Ne doit pas être confondu avec Ludique.
Le luddisme est, selon l'expression de l'historien britannique Edward P. Thompson (1924-1993), un « violent conflit social » qui, dans l'Angleterre des années 1811-1812, a opposé des artisans — tondeurs et tricoteurs sur métiers à bras du West Riding, du Lancashire du sud et d'une partie du Leicestershire et du Derbyshire — aux employeurs et aux manufacturiers qui favorisaient l'emploi de machines (métiers à tisser notamment) dans le travail de la laine et du coton. Les membres de ce mouvement clandestin, appelés luddites ou luddistes, sont considérés comme des « briseurs de machines ».

## Étymologie
Le terme trouve son origine dans le nom d'un ouvrier anglais, Ned Ludd, qui aurait détruit deux métiers à tisser en 1779, bien qu'on ignore s'il a véritablement existé. Cependant, des lettres signées de ce nom ont été envoyées en 1811, menaçant les patrons de l'industrie textile de sabotage. Ned Ludd est devenu le leader imaginaire d'un grand mouvement, dans un contexte où un leader déclaré serait tombé rapidement, victime de la répression.
Le terme « luddisme » est parfois utilisé pour désigner ceux qui s'opposent aux nouvelles technologies ou critiquent celles-ci (on parle même de « néo-luddisme »).

## Origine du mouvement
La révolution industrielle bouleverse l'Angleterre du début du XIXe siècle. Dans le milieu du textile, trois professions sont particulièrement menacées par l'apparition de métiers mécaniques : les tondeurs de draps, les tisserands sur coton et les tricoteurs sur métier. Ceux qui les pratiquent sont des artisans assez puissants, bien organisés malgré les lois de 1799 interdisant toute association en Angleterre (Combination Act), et mieux lotis que les ouvriers qui travaillent dans les usines. Ces métiers très techniques sont déterminants pour la qualité des draps ou des tissus : selon le travail d'un tondeur de draps, par exemple, le prix du produit fini peut varier de 20 %.
Les années 1811-1812 cristallisent les rancœurs des couches populaires anglaises et spécialement celles de ces artisans. C'est que, outre la crise économique, les mauvaises récoltes et la famine, ces années marquent la fin des politiques paternalistes qui protégeaient les artisans et le lancement en grande pompe de la politique du « laissez-faire » — on parlerait aujourd'hui de libéralisme économique.

## Révolte des luddites
- Mars 1811 : à Nottingham, une manifestation syndicale de tondeurs de draps est sévèrement réprimée par les militaires. Dans la nuit, 60 métiers à tisser sont détruits par un groupe issu des manifestants.
- Novembre 1811 : le mouvement s'est organisé et certains leaders commencent à répandre la contestation. De nombreuses fabriques font l'objet de destructions « ciblées » puisque seuls certains métiers sont disloqués.
- Hiver 1811-1812 : le mouvement s'étend encore et se structure. Les luddites attaquent en petits groupes, ils sont armés et masqués.
- Dès février 1812, alors que le « Frame Work Bill » est adopté par le parlement britannique, les troubles diminuent dans le Nottinghamshire et débutent dans le Yorkshire et le Lancashire.
- Avril 1812 : dans le Yorkshire une attaque de luddites contre une fabrique à Rawfolds échoue, deux luddites sont tués. Le mouvement se radicalise.
- Été 1812 : les actions armées se poursuivent, des collectes d'argent et d'armes s'organisent dans le Yorkshire. Une vraie conspiration prend naissance, avec pour objectif de renverser le gouvernement.
- Fin 1812 : le mouvement se poursuit dans le Lancashire, mais la révolte y est plus spontanée et moins organisée. La répression du gouvernement britannique se fait plus dure.

Des actions dans des fabriques se poursuivront sporadiquement avec, par exemple, des bris de machines à Blackburn en 1826.
Le mouvement s'est rapidement diffusé dans les Midlands et une véritable guerre s'est engagée entre les luddites et le gouvernement britannique. On estime qu'à une certaine période, l'Angleterre avait mobilisé plus d'hommes pour combattre les luddites que pour combattre Napoléon au Portugal.

## Fin de la révolte et postérité
En 1812, les artisans du textile essaient d'emprunter la voie constitutionnelle : ils proposent au Parlement d'adopter une loi pour protéger leur métier. Ils paient au prix fort des avocats, font un vrai travail de lobbying (groupe de pression), mais la loi n'est pas adoptée.
Pendant ce temps, les luddites ont obtenu une satisfaction partielle : les salaires ont augmenté, la pression économique s'est un peu relâchée. Dans le même temps, les arrestations ont affaibli le mouvement.
En 1812, une loi instaurant la peine capitale pour le bris de machine est entérinée, malgré les protestations et les pamphlets de Lord Byron, entre autres. Treize luddites sont pendus.
Si des luddites sont actifs jusqu'en 1817, leurs destructions deviennent de plus en plus désespérées. En fait, les trois métiers mentionnés vont quasiment disparaître à l'aube des années 1820.
Si les luddites disparaissent en tant que tels, ils nourrissent cependant d'autres mouvements ouvriers du début du XIXe siècle. La contestation devient souterraine ou légale avant de ressurgir en force quelques années plus tard et mener au Chartisme.
Le nom des luddites ou du luddisme, ou parfois le concept de « néo-luddisme », revient ensuite régulièrement pour évoquer tout mouvement appelant à s'en prendre physiquement à une innovation qui menacerait l'emploi ou la qualité de vie au travail.

#### Ouvrages
- (en) Brian Merchant, Blood in the Machine, Boston/New York City, Little, Brown and Company, 2023, 496 p. (ISBN 9780316487740).
- (en) Kevin Binfield (éd.), Writings of the Luddites, Baltimore/Londres, The Johns Hopkins University Press, 2004, 279 p. (ISBN 0-8018-7612-5, lire en ligne).
- Vincent Bourdeau, François Jarrige et Julien Vincent, Les Luddites : Bris de machines, économie politique et histoire, éditions è®e, 2006, 160 p. (ISBN 2-915453-11-X).
- (en) Andrew Charlesworth et alii, An Atlas of Industrial Protest in Britain, 1750-1990, Basingstoke ; Londres : Macmillan ; New York : St. Martin's Press, 1996, 225 p.
- Nicolas Chevassus-Au-Louis, Les Briseurs de machines : De Ned Ludd à José Bové, Paris, Éditions du Seuil, 2006, 269 p. (ISBN 978-2-02-082561-0)
- (en) J.R. Dinwiddy, From Luddism to the First Reform Bill, Oxford, Basile Blackwell, 1986, 88 p.
- (en) J.L. et Barbara Hammond, The Skilled Labourer, Londres et New York, Longman group limited, 1979, 328 p.
- Edward P. Thompson, La Formation de la classe ouvrière anglaise, Paris, Gallimard/Le Seuil, coll. « Hautes études », 1988, 798 p.
- (en) Frank Peel, The Rising of the Luddites, Chartists and Plug-Drawers, New York, Augustus M. Kelley Publishers, 1968, 370 p. (ISBN 978-0-7146-1350-5)
- (en) Adrian Randall, Before the Luddites : Custom, Community and Machinery in the English Woollen Industry, 1776-1809, New York, Cambridge University Press, 1991, 318 p. (ISBN 978-0-521-39042-2)
- Kirkpatrick Sale, La Révolte luddite : Briseurs de machines à l'ère de l'industrialisation, L'échappée, coll. « Dans le feu de l'action », 2006, 341 p.
- Julius Van Daal, La Colère de Ludd : la Lutte des classes en Angleterre à l'aube de la révolution industrielle, L'Insomniaque, coll. « Dans le feu de l'action », 2012, 288 p.

#### Articles
- Les Amis de Ludd, Bulletin d'information anti-industriel, Éditions la Lenteur, 2009. Sommaire : Les hackers et l'esprit du parasitisme, L'anti-machinisme rural et la mécanisation de l'agriculture sous le franquisme, George Orwell critique du machinisme, Notes sur la société du travail mort, Le mythe du progrès, L'abondance et la technologie dans le mouvement anarchiste, L'État social hydrogéné, Du progrès dans la domestication, Michael Seidman et la Guerre civile, Contre la production d'euphémismes
- Kirkpatrick Sale, « Une brève histoire des luddites », L'Écologiste, no 5, automne 2001, p. 47-50.
- François Jarrige, « Au temps des « tueuses de bras ». Les bris de machines et la genèse de la société industrielle (France, Angleterre, Belgique, 1780-1860)», Revue d'histoire du XIXe siècle, 2007-35, La Restauration revisitée - Les formes de la protestation - Une histoire de l'État. [lire en ligne]
- John Zerzan, Qui a tué Ned Ludd ?, éditions Non Fides, 2008.
- Falk van Gaver, « Le peuple contre la machine », Limite, revue d'écologie intégrale, no 2, janvier 2016
- Nora Lafi, « Une mobilisation de travailleurs contre le machinisme: la Tunisie entre industrialisation et colonisation », Revue internationale de politique de développement, 2017, n.8.